# Волков, Борис Михайлович (дипломат)
Бори́с Миха́йлович Во́лков (1913 — 1961) — советский дипломат. Чрезвычайный и полномочный посол.

## Биография
Член ВКП(б).
В 1946—1951 годах — сотрудник центрального аппарата МИД СССР.
В 1951—1954 годах — сотрудник миссии СССР в Таиланде.
В 1954—1955 годах — заместитель заведующего Отделом Юго-Восточной Азии МИД СССР.
В 1955—1958 годах — заведующий Отделом Юго-Восточной Азии МИД СССР.
С 24 августа 1958 по 2 июля 1960 года — чрезвычайный и полномочный посол СССР в Индонезии. Верительные грамоты вручил 17 октября 1958 года.
После визита Н. С. Хрущёва в Индонезию в 1960 году был переведён в сотрудники Института востоковедения АН СССР.
Как пишет в своих воспоминаниях Виктор Суходрев, «высокопрофессиональный, опытный дипломат» Волков был отозван из Индонезии в связи с тем, что страдал белой горячкой. По мнению Суходрева, это произошло от того, что «в таких странах, как Индонезия, европейцам приходится постоянно употреблять спиртное, если они не хотят подхватить желудочную болезнь».
Участвовал в работе ряда международных конференций и совещаний.
Похоронен в Москве на Ваганьковском кладбище.